# Deschampsia danthonioides
Deschampsia danthonioides är en gräsart som först beskrevs av Carl Bernhard von Trinius, och fick sitt nu gällande namn av George Bentham. Deschampsia danthonioides ingår i släktet tåtlar, och familjen gräs. Inga underarter finns listade i Catalogue of Life.